# Polichty
Polichty est une localité polonaise de la gmina de Gromnik, située dans le powiat de Tarnów en voïvodie de Petite-Pologne.